# Gobardanga
Gobardanga là một thành phố và khu đô thị của quận North Twentyfour Parganas thuộc bang Tây Bengal, Ấn Độ.

## Địa lý
Gobardanga có vị trí 22°52′B 88°46′Đ / 22,87°B 88,76°Đ Nó có độ cao trung bình là 6 mét (19 feet).

## Nhân khẩu
Theo điều tra dân số năm 2001 của Ấn Độ, Gobardanga có dân số 41.618 người. Phái nam chiếm 51% tổng số dân và phái nữ chiếm 49%. Gobardanga có tỷ lệ 80% biết đọc biết viết, cao hơn tỷ lệ trung bình toàn quốc là 59,5%: tỷ lệ cho phái nam là 84%, và tỷ lệ cho phái nữ là 75%. Tại Gobardanga, 9% dân số nhỏ hơn 6 tuổi.